# Urophora phalolepidis
Urophora phalolepidis
 es una especie de insecto del género Urophora de la familia Tephritidae del orden Diptera. 
Merz y White la describieron científicamente por primera vez en el año 1991.